# Црква Свете Тројице у Житињу
Црква Свете Тројице је оштећена црква у Житињу, насељеном месту на територији општине Витина, на Косову и Метохији. Припада Епархији рашко-призренске Српске православне цркве.
Црква посвећена Светој Тројици, подигнута је 1980. године на темељима старе цркве Свете Богородице. Мештани су поставили звоно и уградили нови иконостас. При обнови у остацима старе цркве нађен је оштећен стари натпис који је узидан у нову цркву. У поменику манастира Свете Тројице у Мушутишту уписани су у 16. веку дародавци из овог села.

## Разарање цркве 1999. године
Након доласка америчких снага КФОР-а албанци су покушали да запале цркву 19. јула 1999. године кроз прозоре који су оштећени.